# Хаббард, Лорел
Лорел Хаббард (англ. Laurel Hubbard, урожд. Гэвин Хаббард, англ. Gavin Hubbard; род. 9 февраля 1978, Окленд) — новозеландская тяжелоатлетка, выступавшая в весовой категории свыше 87 килограммов и свыше 90 килограммов. Серебряный призёр чемпионата мира. Первая трансгендерная женщина, которая приняла участие в Олимпийских играх. Лорел Хаббард неоднократно критиковалась со стороны общественных организаций из-за обвинений в том, что она пользуется «мужскими физическими преимуществами», вызывая жаркие споры вокруг права трансгендерных людей участвовать в спортивных соревнованиях .

## Карьера
Гэвин Хаббард был одним из двух детей в семье Ричарда Хаббарда, бывшего мэра Окленд-Сити, и Дианы Ридер.
В мужской дисциплине свыше 105 килограммов на чемпионате Новой Зеландии в 1998 году с рывком 135 кг и толчком на 170 кг установил юниорские рекорды. Позже их побил Дэвид Лити. Однако на турниры международного уровня Гэвин Хаббард не попадал. Гэвин участвовал в мужских соревнованиях по тяжелой атлетике до 35 лет.
В 2012 году Хаббард был назначен на должность исполнительного директора Олимпийской федерации тяжелой атлетики Новой Зеландии.
Впоследствии Хаббард начала трансгендерный переход и сменила имя на Лорел.

### Выступления на женских спортивных соревнованиях
В 2015 году трансгендерный спортсмен и активист Крис Мосье через суд вынудил Международный олимпийский комитет принять новые правила, которые бы открыли доступ трансгендерных спортсменов к участию в крупных соревнованиях. В результате МОК установил, что для участников женских соревнований уровень мужского гормона тестостерона должен быть ниже 10 наномоль на литр сыворотки крови в течение года перед соревнованиями.
В 2017 году на Международном чемпионате Австралии и Открытом чемпионате Австралии Лорел Хаббард выступила в весовой категории свыше 90 килограммов, завоевав золотую медаль с результатом 123 кг в рывке и 145 кг в толчке. Таким образом, она стала первой транс-женщиной, выигравшей международный титул в соревнованиях по тяжелой атлетике в Новой Зеландии. Хотя Хаббард соответствовала квалификационным требованиям для участия в соревнованиях, её победа вызвала споры, а некоторые другие участники утверждали, что соревнование было несправедливым. Среди спортсменов, критиковавших решение позволить Хаббард участвовать в соревнованиях, были Юниарра Сипайя, Тоафиту Периве, Дебора Акасон и Трейси Ламбрехс. Исполнительный директор Австралийской федерации тяжелой атлетики Майкл Килан заявил, что участие Хаббард несправедливо по отношению к другим участницам.
На чемпионате мира 2017 года в Анахайме Хаббард завоевала серебряную медаль в весовой категории свыше 90 килограммов. Она подняла 124 и 151 килограмм в рывке и толчке, соответственно.
Хаббард квалифицировалась на Игры Содружества 2018 года, но полученная травма локтя во время соревнований вынудила её отказаться от участия в соревнованиях. В рывке она подняла 120 килограммов.
Хаббард выиграла две золотые медали на Тихоокеанских играх 2019 года в Самоа. Решение позволить Хаббард участвовать в соревнованиях впоследствии подверглось критике со стороны Лоау Соламалемало Кенети Сио, председателя Самоа 2019, и премьер-министра Самоа Туилаепа Айоно Саилеле Малиелегаои. Также с критикой Хаббард выступили организации Speak Up for Women и Fair Play for Women, отстаивающие права женщин.
На чемпионате мира в Паттайе она стала шестой в новой весовой категории свыше 87 килограммов. Она подняла 131 и 154 кг в двух упражнениях, набрав суммарно 285 кг. На международном турнире в Катаре завоевала золото, подняв 275 кг.
В 2020 году она выиграла золотую медаль на Кубке мира в Риме в весовой категории свыше 87 килограммов, подняв 270 кг в сумме.
В 2021 году на Летних Олимпийских играх 2020 в Токио Хаббард не смогла выполнить ни одной успешной попытки в соревнованиях по тяжелой атлетике среди женщин, хотя считалась одной из сильнейших претенденток на медали. Тем не менее, она вошла в историю как первая открытая транс-женщина, участвовавшая в Олимпийских играх.
Участие Хаббард на Олимпиаде вновь вызвало острые споры в спортивном сообществе, с критикой её участия на соревнованиях выступило множество спортсменок. Так, бельгийская тяжелоатлетка Анна Ван Беллинген заявила, что считает участие Хаббард на Олимпиаде ущемлением прав женщин. Правозащитная группа Save Women’s Sport заявила: «Неправильная политика МОК позволила отобраться 43-летнему биологическому мужчине, идентифицирующему себя как женщину, в женские соревнования». В то же время медицинский директор МОК Ричард Баджетт подчеркнул: «Важная вещь, которую следует помнить: транс-женщины — это женщины. Вы должны учитывать всех женщин, если это возможно».
Сама Хаббард по поводу ситуации вокруг неё заявила: «Конечно, я знаю, что вокруг моего участия в этих Играх идут споры. И поэтому я хотела бы поблагодарить МОК за то, что он, как мне кажется, подтвердил свою приверженность принципам олимпизма и подчеркнул, что спорт — это что-то для всех людей. Он инклюзивен. Он доступен».
Отмечалось, что благодаря Хаббард мировое спортивное сообщество плотнее займется регулировкой «устаревших норм» в отношении ЛГБТК+. 16 ноября 2021 года МОК отказался от проверки уровня тестостерона у трансгендерных спортсменок.
В передачах российских госканалов, посвященных Летним Олимпийским играм 2020 в Токио, Хаббард подверглась осмеянию с уничижительными комментариями как ведущих, так и гостей. В передачах звучали такие слова как «извращение» и «отвращение». По данным BBC, Международный олимпийский комитет обратился к руководству одного из российских государственных телеканалов и выразил свою озабоченность отрицательным отношением к ЛГБТ-спортсменам и трансгендерным людям.